# 欧州の宇宙開発

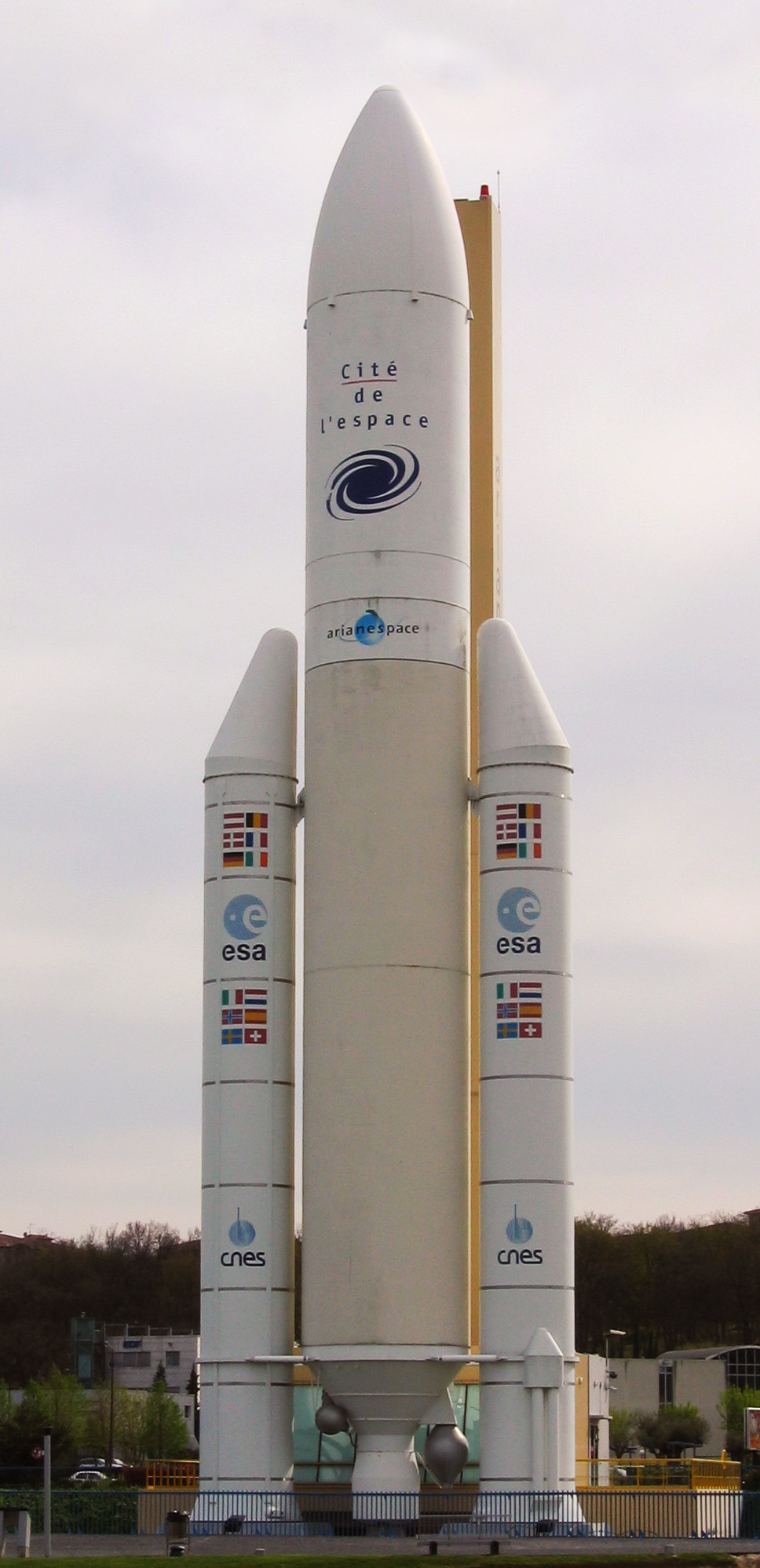
アリアン5の実物大模型

欧州の宇宙開発は、1960年代初頭に欧州宇宙研究機構(ESRO)、欧州ロケット開発機構(ELDO)がそれぞれ設立され、ヨーロッパ ロケットが打ち上げられたが、全て失敗した。その経験を元に欧州ロケット開発機構は欧州宇宙研究機構(ESRO)と統合して欧州宇宙機関が設立され、アリアン1が1979年12月に打ち上げられた。その後、各国の協力で開発が進められる。その後、商業打ち上げに注力して現在では商業衛星の打ち上げで大きな市場占有率を占めるようになった。

## 概要
第二次世界大戦後、欧州各国はそれぞれ、独自に宇宙開発を進めていた。欧州での第二次世界大戦終了直後にフランスはロケット開発のためのフランス軍備研究局(DEFA)を創設してV2ロケットの開発に携わった技術者達の獲得に乗り出した。後にバイキングエンジンを開発したハインツ・ブリュンゲルや磁気軸受を開発したヘルムート・ハーベルマン(Helmut Habermann)を含む30人のドイツ人技術者達をヴェルノンに招聘し、弾道技術・航空力学研究所(LRBA)を創設、自国の技術者達による新型ロケットの開発と並行してドイツ人技術者達はV2ロケットの発展型であるシュペルV-2という新型ロケットの開発を進めた。1946年8月にこのグループは既に後にアリアンロケットへと発展する液体推進系の開発に着手していた。
1960年、4月にイギリス政府は1955年以来、開発中で完成間近だったブルーストリークIRBMの開発計画を中止する決定をした。これを人工衛星打ち上げ用ロケットの1段目として使用する計画を立て、欧州各国に対して1トンの衛星を軌道に投入可能な能力を備えるロケットの開発を打診した。
1962年3月20日に欧州宇宙研究機構、1962年3月29日にロンドンで欧州ロケット開発機構がそれぞれ設立された。欧州ロケット開発機構ではイギリスのブルーストリークを基に第1段、フランスの第2段コラリー（Coralie）と、第4段PAS、ドイツの第3段アストリス（Astris）、イタリアとベルギーのフェアリングと搭載する人工衛星、オランダのテレメトリや誘導制御装置等の電装系を組み合わせた構成のヨーロッパ ロケットはオーストラリアのウーメラから打ち上げる予定だった。しかし、各国の思惑が絡み合い、計画は難航して全て打ち上げに失敗した。この経験を基にフランスの主導で欧州ロケット開発機構は欧州宇宙研究機構(ESRO)と統合して欧州宇宙機関が設立されアリアン1ロケットが1979年12月に打ち上げられた。
ヨーロッパ ロケットの開発と並行して各国は独自の宇宙開発を進め、フランスは1965年にディアマンロケットでアステリックス衛星を打ち上げた。イギリスは1971年にブラック・アローロケットでプロスペロ衛星を打ち上げた。
1970年代には西ドイツでOTRAGの開発が進められたが政治的圧力により中止された。
1980年代には欧州版スペースシャトルであるエルメスを開発していたが、中止された。
アリアン1、アリアン2、アリアン3、アリアン4、アリアン5が開発されて現在に至る。現在ではアリアン6が開発中。
2005年1月19日、欧州宇宙機関とロシア宇宙庁はギアナ宇宙センターからのソユーズSTロケットの打ち上げに合意した。赤道に近いため、ソユーズは3段目に依存して2.7トン-4.9トンの貨物を太陽同期軌道に運べるようになった。発射台の建設は2005年に始まり、2011年4月に完成した。ソユーズは通常バイコヌールなどでは水平の状態で燃料が装填されるが、ギアナではギアナで一般的な垂直での燃料装填形式となっている。。模擬打ち上げは2011年5月に行われ、ソユーズ2.1bST-Bの2011年10月21日の打ち上げではアリアン4の直径4mのフェアリングを備え、ガリレオ衛星を2機搭載していた。わずか2ヶ月前にカザフスタンのバイコヌール宇宙基地から打ち上げられたソユーズUはブロックIのRD-0110エンジンが故障して搭載されていたプログレスM-12M補給船は破壊された。これはこれまで80回の成功を収めていたソユーズUとソユーズFGの最初の失敗でソユーズは有人規格の唯一の宇宙船だったので国際宇宙ステーションに滞在する宇宙飛行士のローテーションに影響が出る可能性があった。欧州の宇宙機関は殆ど同じソユーズ-2.1bが10月2日にロシアのGLONASS測位衛星を軌道に無事に投入して胸を撫で下ろした。ソユーズ2.1bはブロックIのエンジンをプログレスの失敗の原因だったRD-0110からRD-0124に変更した。推進剤の充填時に燃料の配管がロケットに接続できない問題が生じたが欧州とロシアの共同チームは24時間で修復した。初の運用打ち上げは2011年10月21日に行われた。